# ایست گاردن سیتی (نیویورک)
ایست گاردن سیتی (به انگلیسی: East Garden City) یک منطقهٔ مسکونی در ایالات متحده آمریکا است که در شهرستان نساو، نیویورک واقع شده‌است. ایست گاردن سیتی ۷٫۹ کیلومتر مربع مساحت و ۶٬۲۰۸ نفر جمعیت دارد و ۲۹ متر بالاتر از سطح دریا واقع شده‌است.